# Carpocoris fuscispinus
Carpocoris fuscispinus (Boheman 1850) је врста стенице која припада фамилији Pentatomidae.

## Распрострањење
C. fuscispinus је распрострањена широм Европе , у Србији се углавном ретко бележи.

## Опис
Врсте из рода Carpocoris имају овално тело, карактеристичне обојености, углавном је то комбинација наранџасте, жућкасте, браон или љубичасте боје. У Србији срећемо четири сличне врсте: Carpocoris melanocerus, C. pudicus, C. purpureipennis и C. fuscispinus. Боја тела C. fuscispinus је варијабилна, од жућкасте до црвенкасто-браон боје најчешће са црним тачкама на штитићу. Дужина тела је око 11-14 mm. Антене су црне боје а ноге наранџасте. Карактеристика ове врсте су зашиљене и избочене тамне ивице пронотума, што се јасно истиче.

## Биологија
Одрасле јединке се најчешће срећу током лета, у Србији током јула и августа. Врста је полифагна, храни се на различитим биљним врстама, најчешће на биљкама из породица Apiaceae и Asteraceae. Врста презимљава у стадијуму адулта.

## Синоними
- Cimex fuscispinus Boheman, 1850
- Carpocoris atra Tamanini, 1959
- Carpocoris flavescens Seabra, 1925
- Pentatoma hahni Flor, 1856
- Carpocoris incerta Tamanini, 1959
- Carpocoris infuscatus Seabra, 1925
- Carpocoris maculifera Tamanini, 1959
- Carpocoris maculosa Tamanini, 1959
- Carpocoris rugicollis Seabra, 1925